# 제말 (의병장)
제말(諸沫)은 조선중기 의병장이다.

## 생애

### 출생
1552년 경남 진주서 제조겸의 5子로 태어났다.

### 성인
어른이 되자 몸집과 체구가 아주커졌다.

### 결혼
아내 강씨와 결혼해 두아이는 출산,한아이는 맏형 제호가 제말에게 양자입적 함.

### 전쟁과 사망
임진왜란 때 의병을 일으켜 웅천(熊川)·김해·정암(鼎巖) 등지에서 대승하였다. 곽재우(郭再祐)와 함께 조정에 알려져 성주목사에 임명되었으나, 그 뒤 전투에서 전사하였다.

### 사후
전투에서 전사하였다. 정조 때 병조판서에 추증되었고, 시호는 충의(忠毅)이다.

## 가족관계
- 조부 : 제철손(諸哲孫)
- 조모 : 김해 김씨(金海金氏)
  - 부친 : 제조겸(諸祖謙)
  - 모친 : 공주 황씨(公州黃氏)
    - 형 : 제호(諸灝)
      - 조카 : 제홍록(諸弘綠)
        - 종손 : 제여량(諸汝亮)
          - 종증손 : 제명서(諸命瑞)
          - 종증손 : 제명구(諸命球)
          - 종증손 : 조민의 처(趙珉 妻)
          - 종증손 : 전도후의 처(田道厚 妻)

      - 조카 : 강개의 처(姜玠 妻)
      - 조카 : 최진호의 처(崔振琥 妻)

    - 누나 : 황낙생의 처(黃樂生 妻)
      - 내질 : 황도병(黃道秉)

    - 형 : 제탁(諸濯)
      - 조카 : 제홍복(諸弘福)
        - 종손 : 제연석(諸聯錫)
          - 증손 : 제처막(諸處膜)

    - 형 : 제숙(諸淑)
      - 조카 : 제홍우(諸弘祐)
        - 종손 : 제험석(諸驗錫)
          - 종증손 : 제처걸(諸處杰)

      - 조카 : 최훈의 처(崔塤 妻)
        - 내외종손 : 최정호(崔廷琥)
        - 내외종손 : 조신중의 처(趙信中 妻)

    - 누나 : 어침의 처(漁沈 妻)
      - 내질 : 어영수(漁泳洙)
      - 내질 : 어영기(漁泳沂)

    - 형 : 제낙(諸洛)
      - 조카 : 제홍조(諸弘祚)
        - 종손 : 제한주(諸翰周)
          - 종증손 : 제시망(諸時望)
          - 종증손 : 제시정(諸時廷)
          - 종증손 : 류득배의 처(柳得拜 妻)

        - 종손 : 제수주(諸壽周)
          - 종증손 : 제시징(諸時徵)
          - 종증손 : 이억의 처(李檍 妻)

        - 종손 : 제위주(諸衛周)
          - 종증손 : 정창도의 처(鄭昌道 妻)
          - 종증손 : 정운엽의 처(鄭雲燁 妻)
          - 종증손 : 권극우의 처(權極宇 妻)

        - 종손 : 이산립의 처(李山立 妻)

      - 조카 : 제홍유(諸弘裕)
        - 종손 : 제익주(諸翊周)
          - 종증손 : 제명황(諸命璜)

    - 본인 : 제말(諸沫)
    - 부인 : 수원 황씨(水原黃氏)
      - 장남 : 제몽신(諸夢信)
        - 손자 : 제억(諸億)
          - 증손 : 제춘상(諸春上)
          - 증손 : 제중상(諸仲上)

      - 차남 : 제몽량(諸夢亮)
        - 손자 : 제광해(諸光海)
          - 증손 : 제우상(諸于上)

      - 삼남 : 제홍정(諸弘禎)
        - 손자 : 제여상(諸汝尙) - 찰방공파
          - 증손 : 제명장(諸命璋)
          - 증손 : 김안윤의 처(金安潤 妻)
          - 증손 : 진현모의 처(陳顯模 妻)

        - 손자 : 제여회(諸汝恢) - 주부공파
          - 증손 : 제명각(諸命珏)
          - 증손 : 제명민(諸命敏)
          - 증손 : 제명우(諸命友)
          - 증손 : 제명일(諸命逸)

        - 손자 : 제여근(諸汝謹) - 별좌공파
          - 증손 : 제명환(諸命桓)
          - 증손 : 제명석(諸命錫)
          - 증손 : 제명철(諸命喆) - 봉사손장령공파

        - 손자 : 제여원(諸汝元)
          - 증손 : 제경창(諸慶昌) - 진사공파
          - 증손 : 제경달(諸慶達) - 태사공파
          - 증손 : 제경의(諸慶懿) - 학포공파
          - 증손 : 제경립(諸慶立) - 참의공파
          - 증손 : 제경한(諸慶漢) - 판관공파
          - 증손 : 제경진(諸慶搢) - 부사공파
          - 증손 : 제경발(諸慶發) - 통덕랑파

        - 손자 : 제여각(諸汝恪)
          - 증손 : 제명인(諸命仁) - 선교랑파

        - 손자 : 제여첨(諸汝瞻) - 정현공파
          - 증손 : 제명종(諸命宗)
          - 증손 : 제명대(諸命大)

        - 손자 : 제여백(諸汝伯) - 충장공파

      - 장녀 : 허팽노의 처(許亨勞 妻)
        - 외손자 : 허석순(許石純)
        - 외손자 : 허상순(許上純)

## 참고 문헌
- 선조실록(宣祖實錄)
- 정조실록(正祖實錄)
- 조야집요(朝野輯要)